# Гаврилов, Алексей Анатольевич
Алексе́й Анато́льевич Гаври́лов (род. 6 августа 1983, Магнитогорск, Челябинская область, СССР) — российский актёр кино и телевидения, продюсер, предприниматель. Наиболее известен по роли Георгия (Гоши) Рудковского в телесериалах «Универ» и «СашаТаня».

## Биография
Родился 6 августа 1983 года в городе Магнитогорске в семье военного. Мама Алексея работала инженером, и в семье никто не ожидал, что наследник выберет творческую профессию.
В 1994 году переехал в Москву. После окончания школы поступил во ВГИК. В 2007 году окончил ВГИК (мастерская Алексея Баталова) и начал свою творческую деятельность.

### Бизнес
В 2010 году создал рекламное агентство «LuckyStarGroup», селебрити маркетинг и product placement на каналах и интернет-ресурсах «Газпром-медиа». Клиентами агентства являлись: социальная сеть Dudu.com, Abbott, «Мосигра», Oursson, Gaastra, Puma, BAON, Ingrad, Mercedes, Samsung и др.
В 2017 был генеральным директором журнала «Русский Пионер», главным редактором которого был Андрей Колесников.
В 2018 году недолго вёл передачу «Линия Лемара» на радио «Серебряный Дождь»; через несколько недель программу закрыли из-за крайнего недовольства слушателей качеством и содержанием программ, а также некорректным поведением и некомпетентностью ведущего.
В 2019 году создал компанию «MediaGlobalStratagy», которая была связана с маркетинговыми стратегиями рынка Китая, Японии, Индонезии и Южной Кореи.
В 2020 году стал совладельцем компании «3DLAB», которая оказывает интерактивные IT-услуги для бизнеса и госсектора; Директор по развитию бизнеса летающего транспорта компании «Hover».

### Политическая деятельность
Является общественно-политическим деятелем РФ. Председатель Комитета по высоким технологиям, инвестициям и цифровизации в Деловой России (Москва).
С августа 2021 года является амбасадором политической партии «Новые люди» ; Изобрёл жанр «Политический перформанс». В поддержку партии провел в этом формате акции в пяти городах России, которые помогли «Новым людям» пройти в Государственную думу.
Доверенное лицо представителя партии «Новые люди» Владислава Даванкова на выборах мэра Москвы в 2023 году и президентских выборах 2024 года..
Кандидат в депутаты Московской городской думы на выборах 2024 года.

### Актёрская карьера
Первую роль сыграл в 6 лет: пел в казачьем хоре. Дебютная работа в кино — лента «Шагнувшие в войну» в 2004 г. В 2005 году снялся в мелодраматической ленте «Любовь как любовь». В 2007 году снялся в юмористическом фильме «Морская душа», в военной драме «Эльза», в фильме «Путешествие с домашними животными» и в телесериале «Сваха». *"СашаТаня".
В 2008 — съемки в телесериале «След»; «Завещание ночи»; «Мустанг», сериал «Рыжая». В этом же году получил роль в сериале «Универ». Принимал участие в фильме «Жизнь и приключения Мишки Япончика» в 2011 году. Снялся в триллере «Шпион», детективе «Дело Крапивиных», «Метро».
В 2013 году снялся в продолжении сериала «Универ» под названием «СашаТаня».
В 2014 году снялся в кинокомедии «В спорте только девушки» и приключенческой картине «Пятая стража. Схватка.»

### Режиссерская и продюсерская работа А.А Гаврилова
В 2007 году был вторым режиссером кинокартины «Закрытые пространства». В этом же году стал линейным продюсером реалити-шоу «Звонок» для канала СТС. В 2009 был исполнительным продюсером шоу «Продавцы Страха» телеканала ТВ3.

### Роли в кино
- 2004 — Шагнувшие в войну — Коля Писарев
- 2005 — Любовь моя — Лобан
- 2006—2009 — Любовь как любовь — Рафаэль Мячиков
- 2007 — Морская душа — Эдик
- 2007 — Путешествие с домашними животными — солдат
- 2007 — Сваха — Алексей
- 2007 — Эльза
- 2008 — Завещание ночи — фашист
- 2008 — Мустанг — Лёша
- 2008 — След — наркокурьер Изуверов (серия «Формула смерти»)
- 2008—2009 — Рыжая — Николай
- 2008—2011 — Универ — Гоша Рудковский
- 2010 — Дело Крапивиных — Лёша Суслов (Суслик)
- 2011 — Шпион
- 2011 — Жизнь и приключения Мишки Япончика — налётчик Пиндос
- 2012 — Метро — Мародёр
- 2013—2015 — САШАТАНЯ — Гоша Рудковский
- 2013 — Универ. Новая общага — Гоша Рудковский
- 2014 — В спорте только девушки — Кирилл
- 2016 — Пятая Стража. Схватка — Серый (оперуполномоченный-хиромант)
- 2023 — «Букины» — Егорыч (судебный пристав)
- 2023 — п/ф «Домовенок Кузя» — Лейтенант Сорокин
- 2023 — Тень Чикатило (ОККО) — Гуров (офицер ФСБ)
- 2023 — Жизнь по Вызову, 2 (ТНТ) — Стас

## Личная жизнь
Вегетарианец.
Увлекается йогой и медитациями.
Женат третьим браком на экс-баскетболистке сборной России Екатерине Кейру, ожидают рождения ребёнка.